# Leidrat de Lió
Leidrat (francès Leidrade, llatí Laidradus o Leidradus) (Francònia vers 743/745-després del 821) fou bisbe de Lió del 798 al 814 i bisbe d'Urgell en funcions (799 - 806) després que, Fèlix d'Urgell, fos titllat d'adopcionista pels teòlegs carolingis i, per aquesta causa, deposat i confinat a Lió.
Fou diaca de l'església de Freisingen i després esdevingué un dels lletrats de Carlemany; fou agregat a l'escola de palau el 782 on fou deixeble d'Alcuí de York i segurament bibliotecari del rei. Després fou degà del capítol de Zúric durant 11 anys. El 798 a la mort d'Adó, bisbe de Lió, fou nomenat al seu lloc per imposició de Carlemany (ratificada després ple clergat i el poble) i juntament amb Teodulf d'Orléans fou enviat com a missi dominici a Septimània i als comtats al sud dels Pirineus per fer abjurar al bisbe Fèlix d'Urgell que seguia defensant l'adopcionisme. Fèlix fou enviat a defensar la seva posició al concili d'Aquisgrà (Aix-la-Chapelle, Aachen) que es va celebrar el 800 i Leidrat es va ocupar de l'administració del bisbat uns mesos. Va retornar a França a finals del 799 i fou llavors quan es va fer càrrec efectiu del seu bisbat que interinament havia exercit Eldoí durant prop de dos anys. Els primers anys es va ocupar de la uniformització de les pràctiques religioses suprimint les tradicions locals i difonent els textos canònics, desenvolupant també les noves còpies de llibres per monjos de l'arxidiòcesi. El 807 va iniciar un programa de restauració d'establiments religiosos de Lió i rodalia com a l'Île Barbe i Saint-Rambert-en-Bugey que havien estat malmesos per les incursions dels sarraïns.
El 811 fou cridat a Aquisgrà i fou un dels signataris del testament de Carlemany. El 813, ja malalt, va nomenar coadjutor Agobard de Lió (el que ell mateix havia ordenat sacerdot el 804) i a la mort de l'emperador el 814 va renunciar al bisbat i va proposar a Agobard (després sant) com a successor. El 816 es va retirar per acabar els seus dies al monestir de Saint-Médard de Soissons, on va morir un 28 de desembre d'any desconegut però no abans del 821, en què encara una carta de l'abat Teodemir a Claudi de Torí el dona per viu.
Va deixar una carta a Carlemany i un tractat sobre el rei anomenat De sacramento baptismi.